# كيم دو أه
كيم دو-آه (بالكورية: 김도아) (وُلدت في 4 ديسمبر 2003)، والمعروفة باسم دوآه، هي مغنية، ومُغنية راب، وممثلة كورية جنوبية. كانت عضوًا في فرقة الفتيات الكورية الجنوبية "فاناتيكس" والفرقة الفرعية الخاصة بها "فاناتيكس-فليفر" حتى تفكك الفرقة في عام 2024. اشتهرت بمشاركتها في برنامجي "بروديوس 48" و"جيرلز بلانيت 999".

## روابط خارجية
- كيم دو أه على موقع IMDb (الإنجليزية)
- كيم دو أه على موقع ميوزك برينز (الإنجليزية)